# Dynasty (음반)
| 전문가 평가     | 전문가 평가 |
| 평가 점수       | 평가 점수   |
| 출처            | 점수        |
| --------------- | ----------- |
| Allmusic        | [ 1 ]       |
| iTunes          | [ 2 ]       |
| Pitchfork       | (2.0/10)    |
| Rolling Stone   | (negative)  |
| Vista Records   | [ 5 ]       |
| TrueMetal       | (70/100)    |
| Metal Nightfall | [ 7 ]       |

《Dynasty》는 미국의 하드 록 밴드 키스의 일곱 번째 스튜디오 음반으로, 비니 폰시아가 프로듀싱하고 1979년 5월 23일 카사블랑카 레코드가 발매했다. 키스의 네 명의 오리지널 멤버가 음반 전체를 함께 참여하지 않은 것은 이번이 처음이었다.

## 배경
음반과 다음 투어는 "Return of Kiss"로 광고되었다. 키스는 1977년 《Love Gun》 이후 스튜디오 음반을 발매하지 않았다. 대신에, 이 밴드는 그들의 두 번째 라이브 음반인 《Alive II》를 발매했고, 각 멤버들은 1978년 9월 18일에 동시에 발매된 익명의 솔로 음반을 녹음했다.
이 음반에는 화려한 재킷 커버가 포함되어 있는데, 이것은 실제로 사진 촬영에서 찍은 사진들의 콜라주이지 보이는 단체 사진이 아니다. 이 레이블은 일반적인 카사블랑카 레이블 대신 네 멤버 모두의 초상화를 보여준다. 삽입물에는 상품 주문 양식과 풀 컬러 포스터가 포함되어 있다.

## 곡 목록
| #  | 제목                          | 작사·작곡                               | 리드 보컬       | 재생 시간 |
| -- | ----------------------------- | --------------------------------------- | --------------- | --------- |
| 1. | 〈I Was Made for Lovin' You〉 | 폴 스탠리, 비니 폰시아, 데스몬드 차일드 | 스탠리          | 4:30      |
| 2. | 〈2,000 Man〉                 | 믹 재거, 키스 리처즈                    | 에이스 프레일리 | 4:54      |
| 3. | 〈Sure Know Something〉       | 스탠리, 폰시아                          | 스탠리          | 4:00      |
| 4. | 〈Dirty Livin'〉              | 피터 크리스, 스탠 펜리지                | 크리스          | 4:27      |

| #  | 제목               | 작사·작곡                | 리드 보컬 | 재생 시간 |
| -- | ------------------ | ------------------------ | --------- | --------- |
| 5. | 〈Charisma〉       | 진 시몬스, 하워드 마크스 | 시몬스    | 4:25      |
| 6. | 〈Magic Touch〉    | 스탠리                   | 스탠리    | 4:41      |
| 7. | 〈Hard Times〉     | 프레일리                 | 프레일리  | 3:30      |
| 8. | 〈X-Ray Eyes〉     | 시몬스                   | 시몬스    | 3:46      |
| 9. | 〈Save Your Love〉 | 프레일리                 | 프레일리  | 4:41      |

## 인증
| 국가                       | 인증        | 판매량/출하량 |
| -------------------------- | ----------- | ------------- |
| 캐나다 (뮤직 캐나다)       | 2× 플래티넘 | 200,000^      |
| 네덜란드 (NVPI)            | 플래티넘    | 100,000^      |
| 뉴질랜드 (RMNZ)            | 플래티넘    | 15,000^       |
| 미국 (RIAA)                | 플래티넘    | 1,000,000^    |
| ^출하량을 기반으로 한 인증 |             |               |